# Pattogatott kukorica

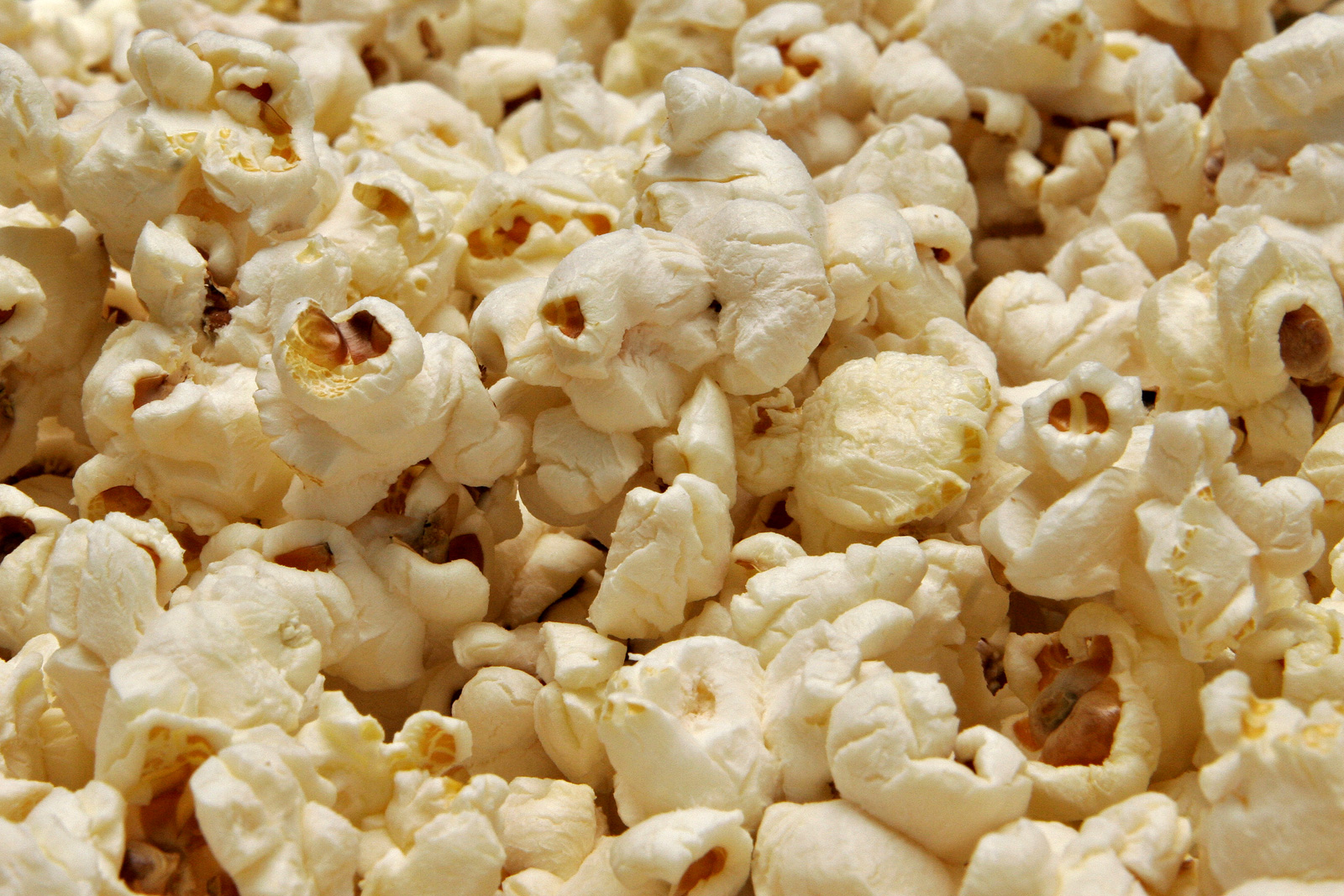
Elkészített pattogatott kukorica

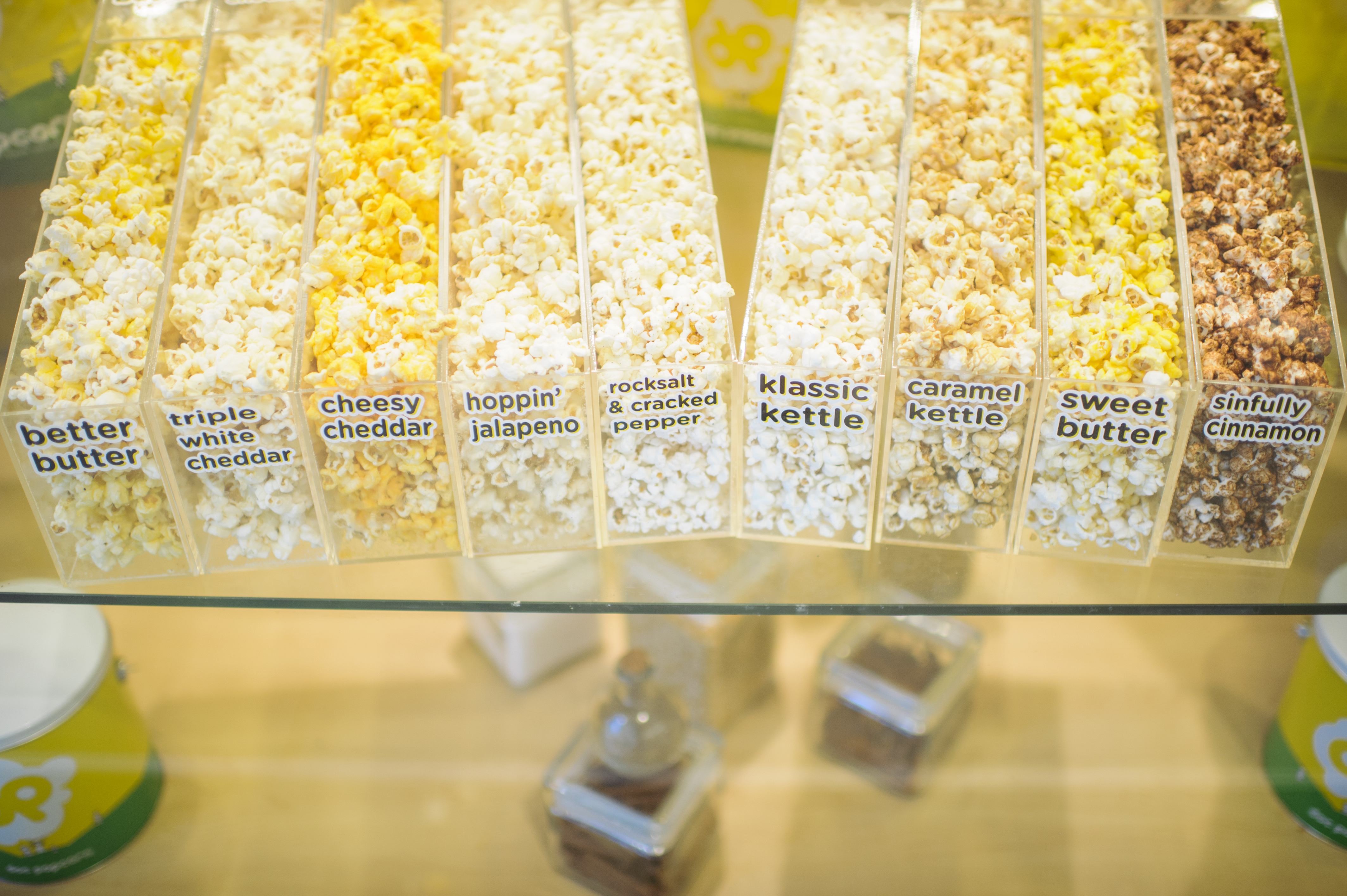
Az egyik legkedveltebb rágcsálni való a mozikban a többféle ízesítéssel kínált pattogatott kukorica, azaz angolul: „popcorn”

A pattogatott kukorica (angolul: popcorn) kukorica magjaiból hevítéssel előállított rágcsálnivaló.

## Története
Kutatások szerint már időszámításunk előtt 3600-ban is fogyasztották a felhevített kukorica magvakat.

„A XIX. században még elterjedt volt a negyvenölés, azaz a böjtölő a nagyböjt negyven napján csak egyszer vett magához táplálékot. Nagypéntek volt a legszigorúbb. E napon a protestánsok is böjtöltek, nemegyszer keményebben, mint a katolikusok. A nap folyamán pattogatott kukoricát, lepénykenyeret ettek. ”

– Dyekiss Virág:  Magyar böjtölési szokások

## Leírása
A kukorica magja három részből áll: perikarpa, csíra és endoszperma (magbelső). Lehet rizs alakú (hegyes végű) és gyöngy alakú (tompa végű). A kipattant szem lehet lepkeformájú (butterfly) és gomba alakú (mushroom). A szem akkor pattan, ha a melegítés hatására a mag belül 177 °C hőmérsékletre hevül. Optimális nedvességtartalma: 12-14% (genotípustól függően).

## Fogyasztása
Fogyasztható natúr, fűszeres, édes, vajas, ropogós vagy ragadós formában.  
Az egyik legkedveltebb csemege a mozikban a popcorn, de szabadtéri rendezvényeken, sporteseményeken is árusítják. Többféle ízesítésben kapható, általában papírzacskóban árulják fél- illetve egyliteres kivitelben. A legjobb frissen, de kihűlt állapotban is lehet fogyasztani.

## Készítése
Hagyományosan gázsütő fölött, szabadtéren készítették, a magok folyamatos rázásával (és ezáltal a láng fölötti cseréjével).
Házilag is elkészíthető, ekkor a még ki nem sütött magokat sterilen lezárt papírzacskóban árulják. Ezt a változatot mikrohullámú sütőben lehet elkészíteni. Létezik alumíniumfóliába csomagolt változat is, ezt gázláng fölött kell melegíteni.
A magok sütés közben hangos, pattogó hangok közepette térfogatuk többszörösére növekszenek. A sütést kb. addig kell folytatni, amíg az utolsó mag is kipattan.

## Tápérték
| Energia 382 kcal 1598 kJ |      |
| Szénhidrátok | 78 g |
| - Étkezési rostok 15 g |      |
| Zsír | 4 g  |
| Fehérje | 12 g |
| Tiamin (B1-vitamin) 0.2 mg | 17%  |
| Riboflavin (B2-vitamin) 0.3 mg | 25%  |
| Vas 2.7 mg | 21%  |
| Egy csésze 8 gramm tömegű A százalékos értékek az amerikai felnőttek számára javasolt napi mennyiségre (RDA) vonatkoznak. Forrás: USDA tápanyag adatbázis |      |